# 2026年冬季奥林匹克运动会阿尔巴尼亚代表团
2026年冬季奧林匹克運動會阿爾巴尼亞代表團是阿爾巴尼亞所派出的第25届冬季奥林匹克运动会代表團。這是該國第六次参加冬奥。

## 高山滑雪
阿爾巴尼亞已有一男一女取得高山滑雪參賽資格。